# Identitat dels indiscernibles
S'anomena  identitat dels indiscernibles , o de vegades també  llei de Leibniz , a una varietat de principis filosòfics, principalment:
1. Si dos objectes  a  i  b  comparteixen totes les seves propietats, llavors  a  i  b  són idèntics, és a dir, són el mateix objecte.[1]
2. Si dos objectes  a  i  b  comparteixen totes les seves propietats qualitatives, llavors  a  i  b  són idèntics.[1]
3. Si dos objectes  a  i  b  comparteixen totes les seves propietats qualitatives no relacionals, llavors  a  i  b  són idèntics.[1]

Intuïtivament, una propietat qualitativa és una propietat intrínseca als objectes, que pot ser instanciada per més d'un objecte i que no involucra una relació amb cap altre objecte particular. Per exemple, la propietat de ser blanc. No obstant això, no tota propietat qualitativa és no relacional, perquè algunes propietats relacionals no impliquen una relació amb un objecte  particular . Per exemple, la propietat d'estar sobre una taula qualsevol.
El primer d'aquests principis és trivialment veritable i necessari. Donat el principi d'identitat, se sap que l'objecte  b  té la propietat de ser idèntic a si mateix, és a dir a  b . Després, si suposem que  a  i  b  comparteixen  totes  seves propietats, llavors  a  també tindrà la propietat de ser idèntic a  b , que és el que es volia demostrar.
El segon i el tercer principi ja són menys trivials, i hi ha un debat sobre si són principis veritables i si són necessàriament veritables.
Normalment es restringeix l'abast del principi d'identitat dels indiscernibles als objectes concrets.
El principi d'identitat dels indiscernibles pot formular en la lògica de segon ordre, així:
{\displaystyle \forall x\forall y((Px\leftrightarrow Py)\to x=y)}

## Indiscernibilitat dels idèntics
La versió conversa del principi d'identitat dels indiscernibles és el principi d'indiscernibilitat dels idèntics . A lògica de segon ordre, aquest principi s'expressa així:
{\displaystyle \forall x\forall y(x=y\to \forall P(Px\leftrightarrow Py))}
De vegades s'anomena  llei de Leibniz  a la conjunció d'ambdós principis.